# Língua ajië
Ajië (também chamada Houailou (Wailu), Wai, A’jie) é uma Ocoeânica falada na comunidade "sui generis" da Oceania anexada à França, a Nova Caledônia. São cerca 4.500 falantes que vivem no litoral oriental e também em vales do interior da ilha, em locais como Houailou, Monéo, Kouaoua.
Ajië foi estudada pela primeira vez por missionários durante o século XIX, especialmente pelo pastor Maurice Leenhardt, que produziu uma tradução para o Novo Testamento em Ajieem em 1922. Ele também foi o primeiro a desenvolver uma forma de escrever o idioma. 
Ajië é ensinado em várias escolas e faculdades da comunidade e na Universidade da Nova Caledônia'.

## Escrita Latina
O Ajië usa o alfabeto latino sem as letras F, H, K, Q, Q, X, Z, mas apresenta as formas au bw mw ng ry pw e ainda R e U com acento circunflexo. 
A nova ortografia para Ajie foi publicada em 1976 e levou em consideração as então mais recentes mudanças fonológicas da língua. 